# Artelida nobilitata
Artelida nobilitata är en skalbaggsart som beskrevs av Anton Franz Nonfried 1891. Artelida nobilitata ingår i släktet Artelida och familjen långhorningar.
Artens utbredningsområde är Madagaskar. Inga underarter finns listade.